# José Ramón Ballesteros Ríos
José Ramón Ballesteros Ríos; (Santiago, 9 de mayo de 1843-ibidem, 26 de noviembre de 1903). Abogado y político liberal chileno. Hijo de Ramón Ballesteros Riesco e Ignacia Ríos Egaña. Bisnieto del ex Gobernador de Chile, Juan Rodríguez Ballesteros (1808).

## Actividades profesionales
Recibió educación en el Seminario de Santiago, en el Instituto Nacional, y en la Facultad de Derecho de la Universidad de Chile. En su práctica en el Corte de Apelaciones de Santiago fue el primero en cultivar la taquigrafía.
Se dedicó también a la prensa, siendo escritor y cronista del periódico "El Independiente", órgano del Partido Conservador (1868). Fue redactor de sesiones del Congreso (1873) y del Senado (1883). Escribió columnas en los diarios "El Ferrocarril", "La República", "Los Debates" y "La Libertad Electoral".

## Actividades políticas
Fue miembro del Partido Conservador, siendo escogido Regidor de la Municipalidad de Santiago (1886-1889). Al mismo tiempo mantuvo una cátedra de taquigrafía en la Universidad de Chile, durante la cual escribió además el "Tratado de Taquigrafía Práctica", premiado con medalla de oro en la exposición continental de Buenos Aires (1882).
Ingresó luego al Partido Liberal, manteniéndose del lado del presidente José Manuel Balmaceda en la guerra civil de 1891.
Elegido Diputado por Angol, Traiguén y Collipulli (1891-1894), formando parte de la comisión permanente de Gobierno.

## Últimos años
Al final de su vida, se dedicó al espiritismo, publicando una revista sobre el tema, con conocimientos profundos al respecto.